# Fons van der Stee
Alphonsus Petrus Johannes Mathildus Maria van der Stee, dit Fons van der Stee, né le 30 juillet 1928 à Langeweg et mort le 9 septembre 1999 à La Haye, est un entrepreneur et homme d'État néerlandais membre de l'Appel chrétien-démocrate (CDA).

## Biographie

### Vie professionnelle
Il est diplômé en droit de l'université Radboud de Nimègue en 1956. Il est alors recruté par le cabinet Begeyn, Van Arkel en Co.. Il y travaille jusqu'en 1971 en tant que conseiller fiscal du bureau d'Arnhem, en Gueldre.

### Débuts et ascension en politique
Membre du Parti populaire catholique (KVP), il en devient trésorier en 1965, puis président en 1968. Il est élu le 29 avril 1971 sénateur à la Première Chambre des États généraux. Il est désigné le 14 juillet 1971 secrétaire d'État aux Finances locales, au Cadastre, aux Domaines, aux Affaires monétaires et aux Assurances du ministère des Finances sous l'autorité de Roelof Nelissen. Il renonce donc à présider le KVP.
Lors des élections législatives anticipées du 29 novembre 1972, il est élu représentant à la Seconde Chambre des États généraux. Il est choisi le 11 mai 1973 comme secrétaire d'État aux Affaires fiscales du ministère des Finances, sous la direction de Wim Duisenberg.

### Ministre
Le 1er novembre suivant, Fons van der Stee est nommé à 45 ans ministre de l'Agriculture et de la Pêche du cabinet de coalition du Premier ministre travailliste Joop den Uyl.
Réélu représentant au cours des élections du 25 mai 1977, il est confirmé le 19 décembre à son poste dans le premier gouvernement de coalition de centre droit du Premier ministre chrétien-démocrate Dries van Agt. À cette occasion, il devient le ministre pour les Affaires des Antilles néerlandaises.
Après que Frans Andriessen a été mis en minorité, il démissionne de son poste de ministre des Finances. Fons van der Stee est choisi par le Parti populaire catholique pour prendre sa suite le 5 mars qui suit. En conséquence, le KVP renonce à proposer son nom pour la Commission européenne qui doit être formée en janvier 1981 et lui substitue Andriessen.
À la formation du deuxième exécutif de grande coalition de Van Agt le 11 septembre 1981, Den Uyl lui reprend les fonctions de ministre pour les Affaires des Antilles néerlandaises tandis qu'il se trouve reconduit comme ministre des Finances. Ses propositions de nouvelles mesures d'austérité budgétaire en mai 1982 conduisent à la rupture de la majorité parlementaire par le retrait du Parti travailliste. Dries van Agt forme alors un troisième cabinet minoritaire et transitoire, dans lequel il est confirmé.
Ne s'étant pas représenté aux élections législatives anticipées du 8 septembre 1982, il n'est pas rappelé au gouvernement par le nouveau Premier ministre chrétien-démocrate Ruud Lubbers et quitte donc l'exécutif le 4 novembre 1982. Prenant sa retraite, il est le seul ministre à avoir siégé sans discontinuer dans les quatre cabinets entre 1973 et 1982.